# Sidi Fredj
Sidi Fredj là một đô thị thuộc tỉnh Souk Ahras, Algérie. Dân số thời điểm năm 2002 là 7.949 người.